# 視神経炎
視神経炎（ししんけいえん、Optic neuritis）とは視神経炎の炎症から急激な視力低下、中心暗点をきたす疾患である。特発性視神経炎を中心に述べる。

## 原因
特発性視神経炎
特発性視神経炎はウイルス感染、自己免疫などが関与していると考えられているが原因は不明である。
多発性硬化症や視神経脊髄炎
多発性硬化症や視神経脊髄炎によって視神経炎が起こることがある。
感染
感染では梅毒、ヘルペスウイルス、サイトメガロウイルス、麻疹ウイルス、EBウイルスなどが知られている。
免疫病
免疫病としてはサルコイドーシス、SLE、シェーグレン症候群などが知られている。

## 診断
特発性視神経炎の診断はその他の疾患の除外によって行われる。原田病などのぶどう膜炎、Leber病など遺伝性疾患、前部虚血性視神経症（AION）、エタンブトールなど薬剤性疾患、シンナー、アルコール、ビタミンなど中毒性疾患、脳腫瘍など腫瘍性疾患、動脈瘤、下垂体卒中などが鑑別疾患になる。頭部MRIで脱髄疾患などを評価し、自己免疫性疾患や感染症、サルコイドーシスなどを評価し除外できれば特発性視神経炎と診断する。その他の視神経炎は臨床症状やMRI、VEP、OCTなどの所見に違いがあると考えられている。特発性視神経炎は20～50歳までの女性に多く、片眼または両眼性である。片眼性に視力低下をきたしても、視力が正常なもう片眼に視野障害などの視機能障害をきたすことが多く、基本的には両眼性の疾患である。特発性視神経炎では視力低下以外の症状として眼痛を訴えることが多い。特に眼の後ろの球後痛を訴えることが多く、眼球運動に伴う眼痛を訴える。

## 検査
視力、視野、眼底検査、中心フリッカー値、瞳孔反応、頭部MRIなどの検査を行う。

### 視覚機能検査
中心フリッカー値（CFF）
中心フリッカー値（CFF）はonとoffの不連続光のちらつきを感じなくなる頻度（周波数）を表す。正常値は35Hz以上であり視神経炎の急性期に低下する。視神経炎では視力低下など臨床症状に先立って低下し、視力回復時に遅れて改善する。
光干渉断層計（OCT）
網膜神経節細胞の軸索部位の層状構造（RNFL）の厚みを測定する。視神経炎の既往でRNFLは減少する。また多発性硬化症よりも視神経脊髄炎でRNFLの菲薄化は顕著である。
RAPD（マーカスガン瞳孔）
相対的瞳孔求心路障害でありRAPDまたはマーカスガン瞳孔という。

### 眼底検査
鬱血乳頭（papilledema）
頭蓋内圧亢進症で乳頭浮腫が認められるとき鬱血乳頭という。成人では盲点が拡大する程度で視力低下をきたさないことが多い。
乳頭浮腫（disk swelling）
後天的に視神経乳頭が混濁、隆起している状態をしめす。発赤は伴わないこともある。炎症、血管障害、ぶどう膜炎などでおこる。

## 治療
特発性視神経炎にはステロイド治療は早期に視力回復するが最終視力には効果がないとされている。ビタミン剤がしばしば併用される。しかし多発性硬化症や視神経脊髄炎、SLEによる視神経炎では免疫学的な治療が有効である。

## 予後
特発性視神経炎は回復傾向が強く、視力予後も10年後74%は1.0以上となる。しかし数%は0.1以下にとどまる。